# Шервуд, Кифер
Кифер Шервуд (англ. Kiefer Sherwood; род. 31 марта 1995, Колумбус) — американский хоккеист, нападающий клуба национальной хоккейной лиги «Анахайм Дакс» (2018—2020), «Колорадо Эвеланш» (2020—2022), «Нэшвилл Предаторз» (2022—2024), «Ванкувер Кэнакс» (с 2024 года).

## Биография
Кифер родился 31 марта 1995 года в Колумбусе, штат Огайо.
Шервуд был выбран в седьмом раунде, под общим 99-м номером, клубом «Youngstown Phantoms» на драфте USHL 2012 года.
Шервуд не попал на драфт в НХЛ, однако был приглашён в тренировочный лагерь «Коламбус Блю Джекетс» в 2015 году. Покинув клуб без заключения контракта, Шервуд начал свой сезон новичком в ХК Университета Майами.
20 марта 2018 года Шервуд подписал двухлетний контракт начального уровня с «Анахайм Дакс» в качестве свободного агента. В стартовый состав «Анахайм Дакс» Кифер попал в 2018 году после тренировочного лагеря. 4 октября дебютировал в НХЛ, где записал на свой счет первое очко в карьере, «Анахайм Дакс» обыграли «Сан-Хосе Шаркс» со счетом 5:2. 13 октября забил свой первый гол в карьере в матче против «Даллас Старз», его клуб победил со счётом 5:3.
После завершения контракта с клубом начального уровня, Шервуд стал ограниченно свободным агентом, но менеджеры «Анахайм Дакс» так и не предложили ему нового контракта. 9 октября 2020 года Шервуд был переведён в статус свободного агента. Вскоре он подписал короткий контракт с «Колорадо Эвеланш», который затем 22 июля 2021 года продлил ещё на один сезон.
14 июля 2022 года, снова став свободным агентом перед сезоном 2022/23 годов, Шервуд подписал однолетний двусторонний контракт с «Нэшвилл Предаторз». Сыграв в 68 матчах за «Предаторз» и зарекомендовав себя как игрок регулярного чемпионата НХЛ в сезоне 2023/24 годов, 1 июля 2024 года Шервуд подписал двухлетний контракт на 3 миллиона долларов в качестве свободного агента с «Ванкувер Кэнакс».